# 김화향교
김화향교는 강원특별자치도 철원군 김화읍 읍내리에 있던 향교이다. 한국 전쟁 이후 없어지게 되었다.